# Megadictynidae
Famille
Les Megadictynidae sont une famille d'araignées aranéomorphes.

## Distribution
Les espèces de cette famille sont endémiques de Nouvelle-Zélande.

## Paléontologie
Cette famille n'est pas connue à l'état fossile.

## Liste des genres
Selon World Spider Catalog (version 22.5, 05/01/2022) :
- Forstertyna Harvey, 1995
- Megadictyna Dahl, 1906

## Systématique et taxinomie
Cette famille a été décrite par Lehtinen en 1967. Elle est placée en synonymie avec les Nicodamidae par Forster en 1970, elle est relevée de synonymie en 2017.
Cette famille rassemble deux espèces dans deux genres.

## Publication originale
- Lehtinen, 1967 : « Classification of the cribellate spiders and some allied families, with notes on the evolution of the suborder Araneomorpha. » Annales Zoologici Fennici, vol. 4, p. 199-468.